# On the Job (film 2013)
On the Job è un film del 2013 diretto da Erik Matti. È stato presentato in anteprima alla 66ª edizione del Festival di Cannes il 24 maggio 2013, nella sezione Quinzaine des réalisateurs.

## Trama
Tra l'inferno e la miseria di Manila, Tatang e Daniel, due detenuti, beneficiano di permessi speciali per omicidi commissionati dalla polizia corrotta. A indagare su questo ci sono i due agenti Francis e Joachim, ben lungi dall'immaginare che i criminali che stanno cercando sono già dietro le sbarre.

## Distribuzione
È stato distribuito nelle sale cinematografiche filippine il 3 luglio 2013,
mentre in Italia è approdato direttamente in home video il 10 giugno 2015.

## Riconoscimenti
- 2013 - Festival di Cannes - Quinzaine des réalisateurs
  - Nomination miglior regia a Erik Matti
- 2013 - Sitges - Catalonian International Film Festival
  - Nomination miglior film asiatico a Erik Matti
- 2013 - Bucheon International Fantastic Film Festival
  - Miglior attore a Joel Torre
  - Premio speciale della giuria a Erik Matti
- 2014 - FAMAS Awards
  - Miglior film a Erik Matti
  - Miglior sceneggiatura a Erik Matti, Michiko Yamamoto
  - Miglior regia a Erik Matti
  - Miglior montaggio a Jay Halili
  - Miglior soggetto a Erik Matti, Michiko Yamamoto
  - Miglior montaggio sonoro a Corinne de San Josè
  - Nomination Miglior attore a Gerald Anderson
  - Nomination Miglior attore a Piolo Pascual
  - Nomination Miglior attore non protagonista a Joey Marquez
  - Nomination Miglior attore non protagonista a Joel Torre
  - Nomination Miglior attrice non protagonista a Angel Aquino
  - Nomination Miglior fotografia a Dix Buhay
  - Nomination Miglior Production Designer a Richard V. Somes
  - Nomination Miglior colonna sonora a Erwin Romulo
  - Nomination Migliori effetti visivi/speciali a Miguel Javier, Amerigo Miguel de la Pàz, Filbert Jude Carranza
- 2014 - Gawad Urian Awards
  - Miglior attore a Joel Torre
  - Miglior montaggio sonoro a Corinne de San Josè
  - Nomination Miglior film a Erik Matti
  - Nomination Miglior attore non protagonista a Joey Marquez
  - Nomination miglior regia a Erik Matti
  - Nomination Miglior sceneggiatura a Erik Matti, Michiko Yamamoto
  - Nomination Miglior Production Designer a Richard V. Somes
  - Nomination Miglior fotografia a Dix Buhay
  - Nomination Miglior montaggio a Jay Halili
- 2014 - Philippines Golden Screen Awards
  - Miglior performance attoriale a Joel Torre
  - Miglior soggetto originale a Erik Matti
  - Nomination Migliori effetti visivi/speciali a Dave Yu, Miguel Javier
  - Nomination Miglior film a Erik Matti
  - Nomination Miglior attore non protagonista a Joey Marquez
  - Nomination miglior regia a Erik Matti
  - Nomination Miglior fotografia a Dix Buhay
  - Nomination Miglior Production Designer a Richard V. Somes
  - Nomination Miglior montaggio sonoro a Corinne de San Josè
  - Nomination Miglior colonna sonora a Erwin Romulo
- 2014 - Star Awards For Movies
  - Film più popolare dell'anno
  - Miglior regia a Erik Matti
  - Miglior montaggio a Jay Halili
  - Miglior fotografia a Dix Buhay
  - Miglior sceneggiatura a Erik Matti, Michiko Yamamoto
  - Miglior attore non protagonista a Joey Marquez
  - Nomination Miglior attore a Joel Torre
  - Nomination Miglior attore a Piolo Pascual
  - Nomination Miglior Production Designer a Richard V. Somes
  - Nomination Miglior colonna sonora a Erwin Romulo